# Український вільний університет
Украї́нський ві́льний університе́т (УВУ) (нім. Ukrainische Freie Universität; UFU) — приватний український університет, розташований у Мюнхені, Баварія, Німеччина. Перший вищий навчальний заклад і друга наукова установа української еміграції за кордоном. Є не тільки одним із найстаріших приватних навчальних закладів Німеччини, але і єдиним у світі вищим навчальним закладом поза межами України з українською мовою навчання. Університет було засновано з ініціативи українських інтелектуальних кіл у Відні, невдовзі він переїхав до Праги, а із завершенням Другої світової війни — до свого постійного місцеперебування у столиці Баварії[⇨]. З діяльністю закладу пов'язані імена багатьох видатних українських вчених в еміграції[⇨]. У виші здобула освіту або наукові ступені ціла плеяда діячів закордонної та вітчизняної науки і культури[⇨].

## Історія

### Віденський період
Університет був заснований 17 січня 1921 року у Відні, столиці Австрії, з ініціативи українських інтелектуальних кіл у складі двох факультетів — філософського та права і суспільних наук. Ініціатори його заснування — українські професори університетів Австро-Угорської та Російської імперій, Союз письменників і журналістів, студенти, які після Першої світової війни й Українських визвольних змагань опинилися в еміграції. В університеті від початку працювало 12 професорів і 3 доценти. Загальна кількість слухачів — 90. Першим ректором став професор Олександр Колесса, який 7 разів обирався на цю посаду.

### Празький період
Проте з огляду на те, що Відень переставав бути центром українського еміграційного життя, то вже після закінчення першого семестру восени 1921 року УВУ переїхав до Праги (Чехо-Словаччина), де кипіло живе політичне, культурне й освітнє життя української студентської молоді (понад 1 тис. осіб). У Празі університет одержав щомісячну допомогу у розмірі 500 тисяч чеських крон, від чехословацького уряду, який очолив президент Томаш Масарик, а також з боку наукової громадськості республіки, зокрема керівництва Карлового університету, яким були надані приміщення для занять. Саме тоді на перший семестр вписалося понад 700 слухачів. Навчальний план було розроблено таким чином, щоб студенти могли поєднувати навчання в УВУ та Карловому університеті.
Упродовж свого існування в Празі університет розгорнув багатогранну педагогічну, науково-дослідну й видавничу діяльність, визнану в тодішній Чехо-Словацькій Республіці та поза її межами. Університет швидко став на шлях нормального функціонування як повноцінний і науково спроможний осередок поширення й поглиблення знань на зразок західноєвропейських університетів. У перші роки існування університет налічував 500 студентів. У середньому кожного семестру в ньому навчалось понад 250 студентів, повний курс навчання (4 або 8 семестрів) за період 1921—1945 років закінчили близько 3 тис. осіб, близько 150 з них отримали ступені доктора права чи філософії. Навчання велось лише на двох факультетах — філософічному, який поділявся на історико-філологічний і природописний відділи, та права і суспільних наук. На кінець празького періоду діяльності в його професорсько-викладацькому складі налічувалося 20 професорів, 10 доцентів і 3 лектори. Професорська колегія складалася з визначних учених, позбавлених окупаційними режимами своїх катедр і прав викладати у вищих навчальних закладах України: Дмитро Антонович, Леонід Білецький, Іван Горбачевський, Станіслав Дністрянський, Дмитро Дорошенко, Роман Дражньовський, Олександр Колесса, Володимир Кушнір, Іван Огієнко, Олександр Олесь, Степан Рудницький, Володимир Старосольський, Степан Смаль-Стоцький,  Сергій Шелухін, Олександр Шульгін, Андрій Яковлів та ін.
Усього за цей час у закладі викладали і проводили наукову діяльність близько 100 осіб, з яких 50 мали звання професор. Чимало професорів були членами зарубіжних академій наук, наукових товариств, викладали в інших вишах за кордоном, брали участь у численних міжнародних наукових конференціях. За період 1924—1931 років вони брали участь у 28 з'їздах і конгресах, видали 27 університетських підручників, монографій, наукових збірників та сотні статей, які друкувалися різними мовами в різних країнах світу.
Університет перебував у центрі культурно-наукового життя української еміграції в Чехословаччині, відіграв, зокрема, помітну роль у заснуванні низки українських наукових і навчальних закладів Чехословаччини та інших європейських країн:
- 1923 року — Українського правничого товариства в Чехії на чолі з деканом правничого факультету Ростиславом Лащенком, Українського історично-філологічного товариства у Празі[15]  на чолі з Дмитром Антоновичем, Української студії пластичного мистецтва;
- 1924 року — Українського академічного комітету[16];
- 1925 року — Музею визвольної боротьби України у Празі[17];
- 1926 року — Українського наукового інституту в Берліні[1][18].

- Група професорів УВУ у Празі, 1926 р.
Перший ряд: Лотоцький, Одарченко, Горбачевський, Колесса, Шелухін, Ейхельман, Щербина.
Другий ряд: Антонович, Дністрянський, Матюшенко, Шульгин, Швець, Тимошенко, Артимович, Лоський.
Третій ряд: Біднов, Бородаєвський, Яковлів, Андрієвський, Щербаківський, Слюсаренко.

Під час Другої світової війни і гітлерівської окупації Чехословаччини університет був значно обмежений у правах і діяльності й підпорядкований ректорові німецького Карлового університету. Під час бойових дій у приміщення бібліотеки та архіву влучила бомба, але матеріали вціліли й були збережені. Зі вступом радянських військ до Праги навесні 1945 року майно, бібліотека й архіви віденського й празького періодів університету були частково знищені та розграбовані, частково, разом з матеріалами Музею визвольної боротьби України, вивезені до Радянського Союзу. Щоб зберегти університет, тодішній ректор Андрій Яковлів наполягав на переїзді до Німеччини, проте Августин Волошин наполягав на тому, щоб залишитися у Празі та знайти спільну мову з більшовиками. Усе ж Яковлів із деякими професорами переїхав, а Волошин перебрав на себе повноваження ректора. У результаті його й інших членів УВУ, що лишилися у Празі, заарештували радянські спецслужби. Згодом ректора УВУ, президента Карпатської України 1939 року Августина Волошина закатували в Бутирській в'язниці, а сам заклад фактично ліквідували.

### Мюнхенський період

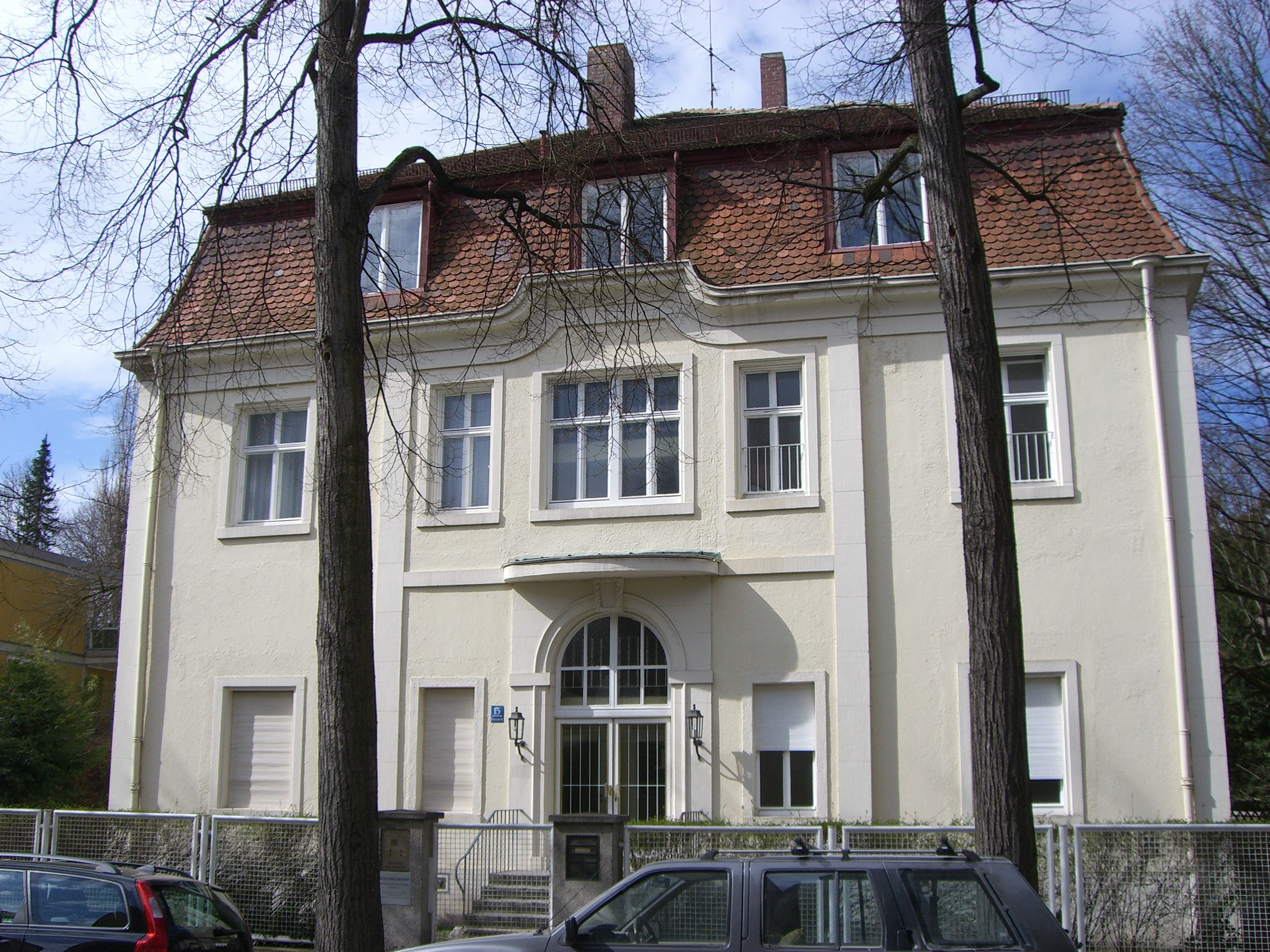
Стара будівля Українського вільного університету в районі Боґенгаузен

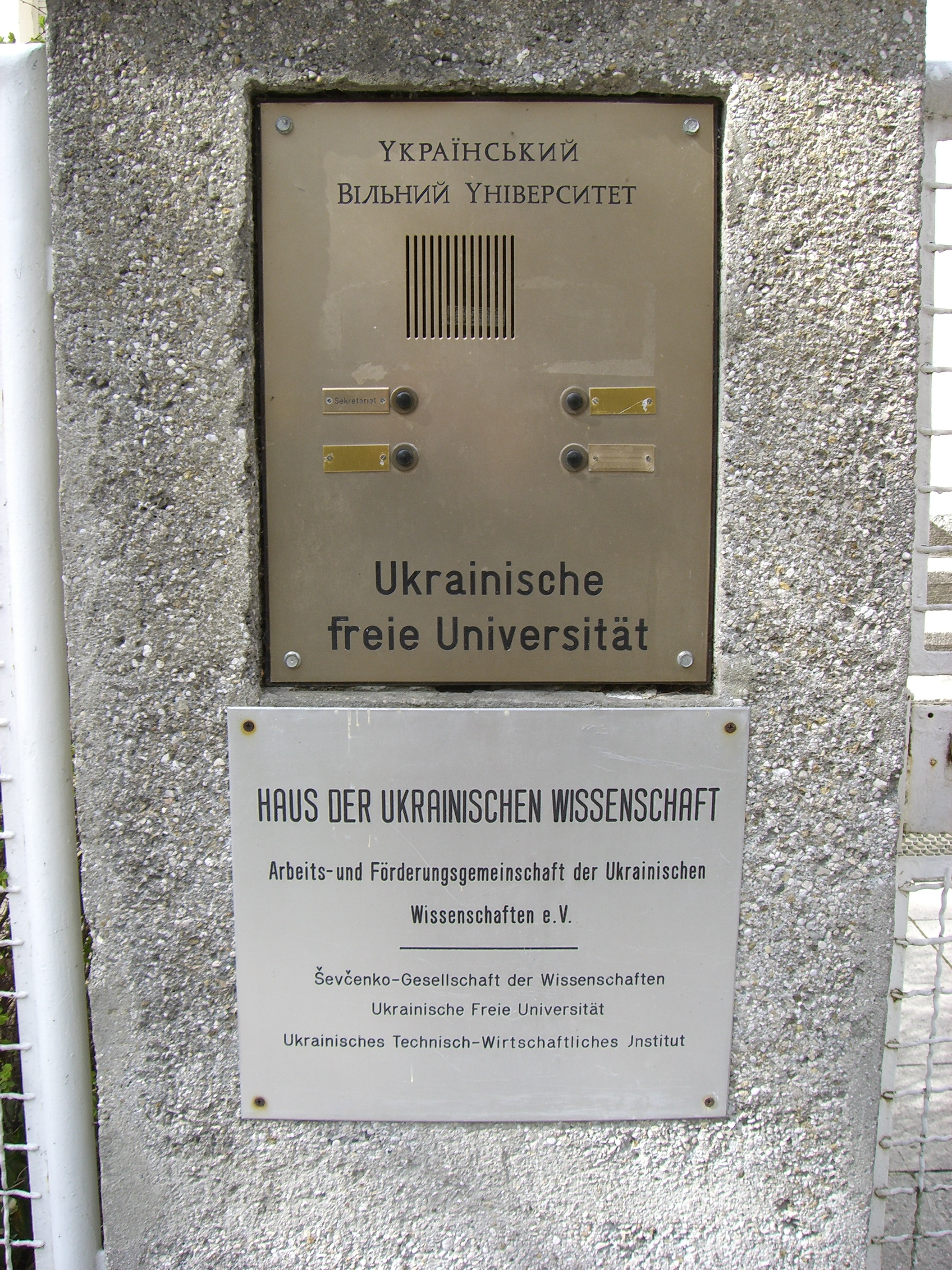
Табличка при вході до старої будівлі

Унаслідок воєнних подій 1945 року, більшість професорів і студентів були змушені покинути Прагу та переселитися на Захід, у Баварію. У Мюнхені восени 1945 року починається третій період (після віденського та празького) існування закладу вищої освіти. Першим ректором університету мюнхенської доби його існування було обрано професора Вадима Щербаківського, деканами філософського і правничого факультетів — відповідно професорів Івана Мірчука і Льва Окіншевича. Незважаючи на скрутне матеріальне становище, до університету вступали як колишні празькі студенти, так і чимало молоді з військових таборів, яка не повернулася до СРСР. Університет матеріально опирався винятково на власні сили. На обидвох факультетах 1947 року кількість викладачів доходило до 80. Серед «нової» повоєнної когорти професорів і викладачів: Юрій Бойко-Блохін, Микола Васильєв, Григорій Ващенко, Володимир Державин, Василь Доманицький, Павло Зайцев, Борис Крупницький, Володимир Кубійович, Зенон Кузеля, Олександр Кульчицький, Петро Курінний, Іван Мірчук, Олександр Оглоблин, Лев Окіншевич, Юрій Панейко, Наталія Полонська-Василенко, Іван Раковський, Ярослав Рудницький, Вадим Щербаківський, Юрій Клен (Освальд Бургардт), Микола Глобенко-Оглоблин, Василь Доманицький, Борис Крупницький, Михайло Міллер, Юрій Шевельов (Шерех). Пізніше: Юрій Старосольський, Олександр Юрченко, Володимир Янів, Олекса Горбач, Ярослав Падох, Іван Кошелівець, Віктор Коптілов.
Після еміграції значної кількості професорсько-викладацького складу наприкінці 1940-х років університет зазнав кризи. Аудиторні лекції були замінені семінарами з малими групами студентів і консультаціями з ними. 1950 року уряд Баварії визнав за Українським вільним університетом право надавати наукові ступені магістра та доктора права. Досягнення університету було визнано при введенні нового баварського закону про вищу освіту, коли окремим додатком до нього від 28 червня 1978 року підтверджено право промоцій і габілітацій Українського вільного університету, тобто право надавати титули магістра, доктора та габілітованого доктора.
Посилилася наукова та видавнича діяльність університету. У 1960-х роках було створено німецьке Товариство сприяння українській науці, яке взяло опіку над вишем, було поновлено аудиторне навчання впродовж двох місяців влітку, програма лекційних занять для докторантів (2 старших семестри). 1970 року вже налічувалось 50 фактичних слухачів, 12 осіб отримали докторські ступені. У цей час університет надав понад 50 почесних докторантів відомим ученим і громадсько-політичним діячам світу.

## Сучасність
Український вільний університет лишається єдиним у світі приватним вищим навчальним закладом поза межами України з українською мовою навчання, своєрідним науково-освітнім місточком між Україною і Європою. Ставши осередком виховання нового покоління професійних і патріотичних кадрів для України та науково-дослідним центром українознавчих студій в Європейському Союзі, УВУ бачить свою місію як інтегратора української науки в європейському і світовому науковому просторі. Університет підтримує науково-освітні стосунки з багатьма вишами світу, зокрема України. 12 листопада 1992 року Міністерство освіти України визнало правочинність дипломів університету в Україні окремими договором.
Сьогодні УВУ дає змогу студентам із України вивчати ті предмети, які у СРСР були заборонені чи спотворені до невпізнання. Крім того, молодь із України має нагоду познайомитися з життям Центральної Європи, користуватися бібліотеками Німеччини й інших європейських країн, позаяк одна з найважливіших ролей Університету — бути науковим мостом між Європейським Союзом і сучасною Україною.
Через фінансові труднощі та повіні р.Ізар університет продав своє давнє приміщення на вул. Pienzenauerstr. 15 (в районі Мюнхена — Боґенгаузені) у 2008 році та здійснив купівлю скромнішого, але більш функціонального приміщення на вул. Barellistr. 9a (у районі Німфенбурґу), а також створив за рахунок залишку коштів власний фонд, відсотки з якого забезпечуватимуть подальшу діяльність УВУ.
2021 року Український вільний університет відзначив 100-літній ювілей свого існування та 75-ліття функціонування на території Німеччини.
До 100-ліття УВУ на базі Філософського факультету було засновано кафедру мистецтвознавства ім. Вадима Кіпи. Кафедра мистецтвознавства названа на честь Вадима Кіпи – піаніста, композитора, педагога, член-коресподента Української вільної академії наук у Нью-Йорку.

## Структура
Університет складається з 3 факультетів, на яких представлено 13 спеціяльностей:
- Філософський факультет. Декан — професор Лариса Дідковська. Спеціяльності: історія, філософія, педагогіка, психологія, мистецтвознавство.
Інститут педагогіки. Очолює доктор Світлана Когут.
- Факультет державних та економічних наук. Декан — професор Мирослава Антонович. Спеціяльності: міжнародне право, менеджмент підприємств та організацій, міжнародні відносини, політологія.
Інститут соціальної та ринкової економіки в Україні. Очолює професор Гансюрґен Досс (нім. Hansjürgen Doss).
- Факультет україністики. Декан — професор Тамара Гундорова. Спеціяльності: українська мова та література, українознавство.

Бібліотека Українського вільного університету в Мюнхені — одна з найважливіших українських культурних цінностей в Європі. Фонди бібліотеки налічують понад 35 тис. книжок і періодичних видань. 1991 року комісія Міністерства внутрішніх справ Німеччини визнала бібліотеку найважливішим джерелом україністики в німецькомовному світі. У складі університету унікальний архів загальним обсягом матеріалів понад 0,5 млн документів, що займають приблизно 300 м архівних полиць.

## Ректори
- 1921—1922 — Олександр Колесса
- 1922—1923 — Станіслав Дністрянський
- 1923—1924 — Іван Горбачевський
- 1924—1925 — Федір Щербина
- 1925—1928 — Олександр Колесса
- 1928—1930 — Дмитро Антонович
- 1930—1931 — Андрій Яковлів
- 1931—1935 — Іван Горбачевський
- 1935—1937 — Олександр Колесса
- 1937—1938 — Дмитро Антонович
- 1938—1939 — Олександр Мицюк
- 1939—1940 — Іван Борковський
- 1940—1941 — Олександр Мицюк
- 1941—1943 — Іван Борковський
- 1943—1944 — Олександр Колесса
- 1944—1945 — Андрій Яковлів
- 1945 — Августин Волошин

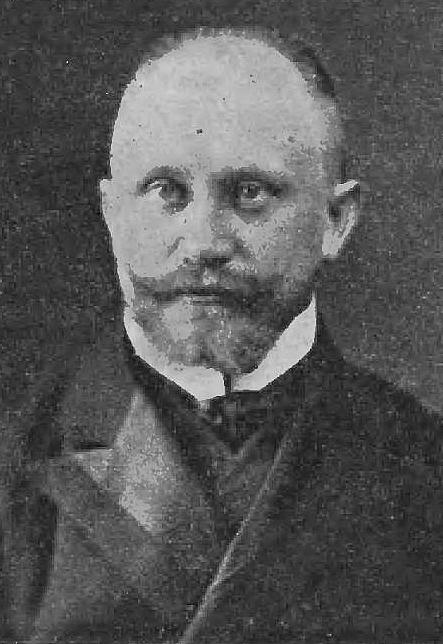
Олександр Колесса
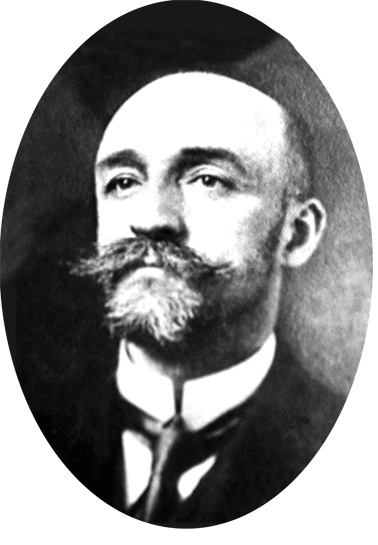
Станіслав Дністрянський
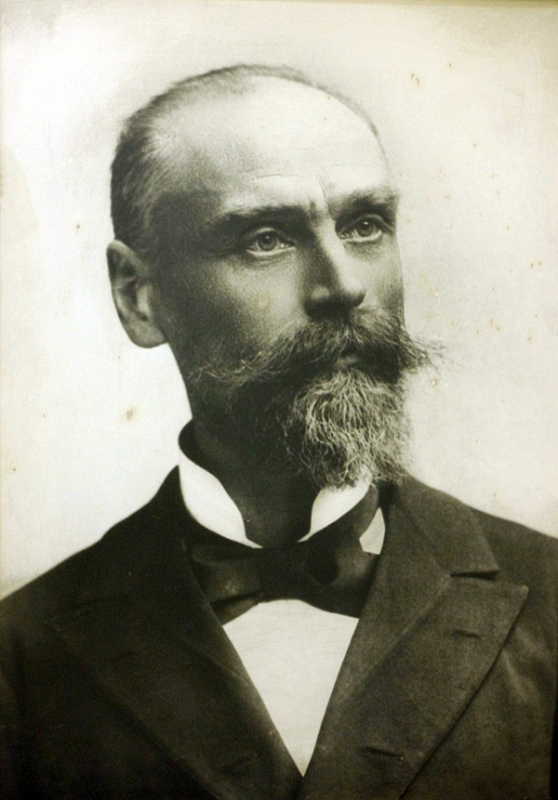
Іван Горбачевський
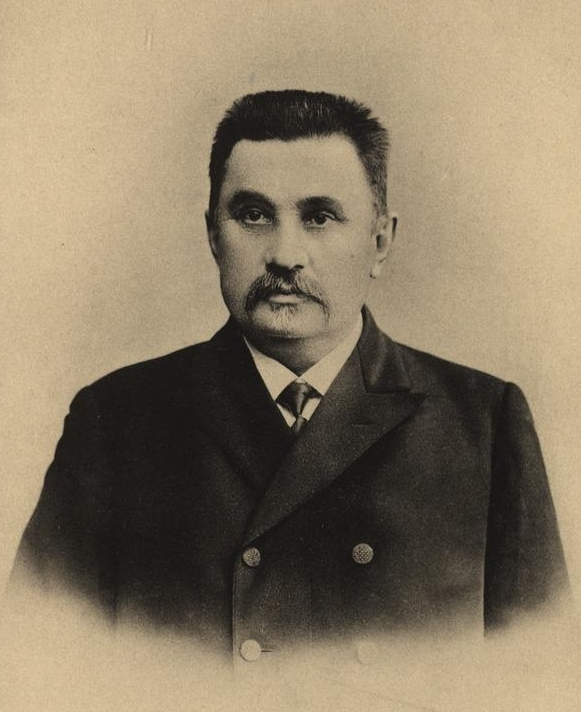
Федір Щербина
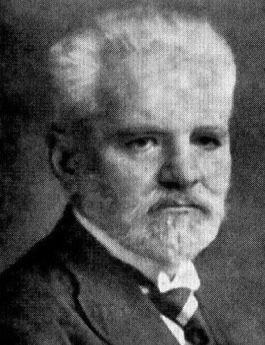
Дмитро Антонович
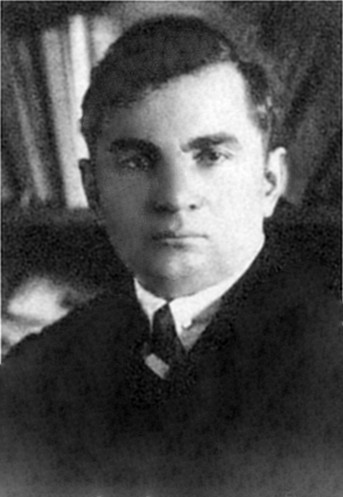
Олександр Мицюк
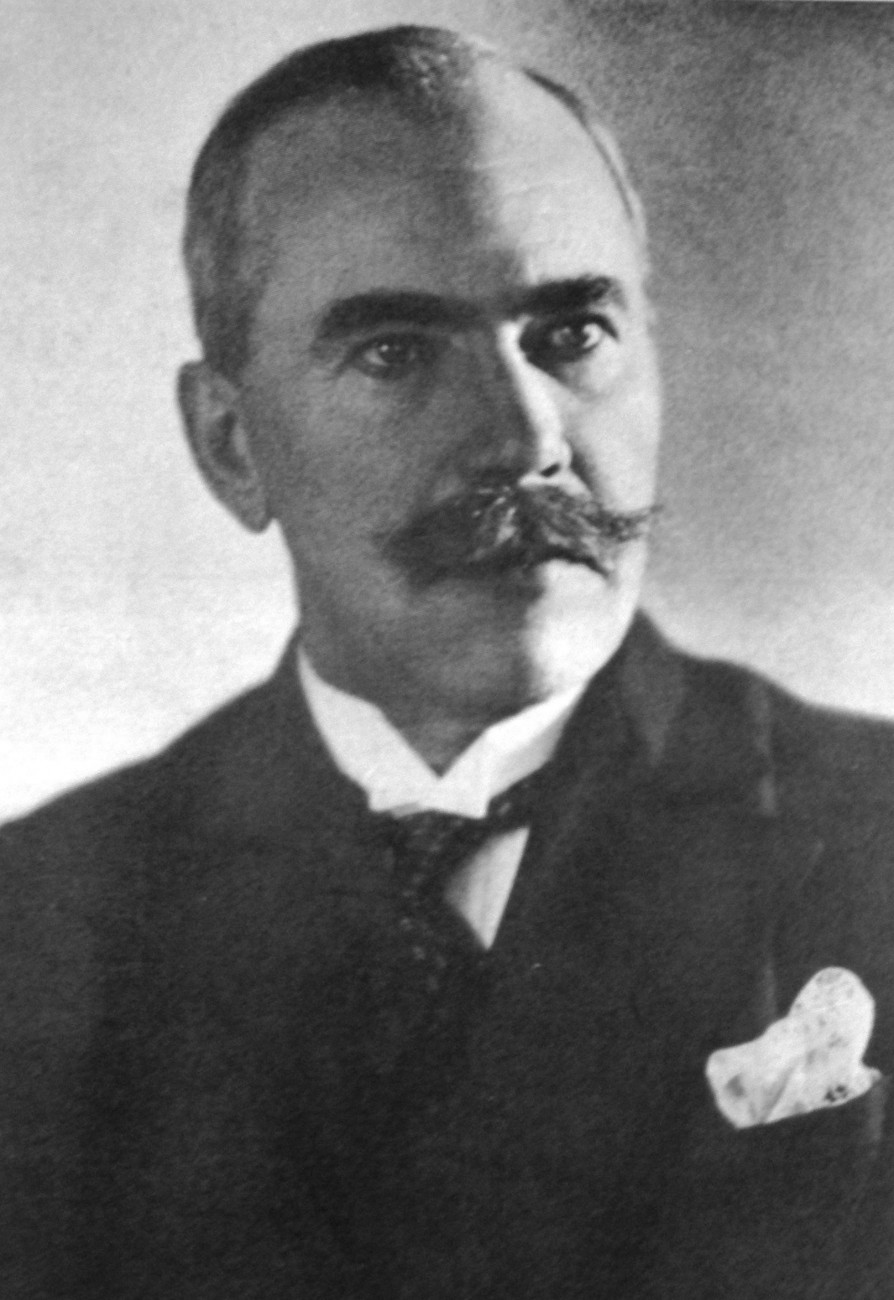
Андрій Яковлів

- 1946—1947 — Вадим Щербаківський
- 1947—1948 — Іван Мірчук
- 1948—1950 — Юрій Панейко
- 1950—1955 — Іван Мірчук
- 1955—1956 — Микола Васильєв
- 1956—1961 — Іван Мірчук
- 1961—1962 — Юрій Панейко
- 1963 — Олександр Кульчицький
- 1964 — Василь Орелецький
- 1965—1966 — Юрій Бойко-Блохін
- 1966—1968 — Василь Орелецький
- 1968—1986 — Володимир Янів
- 1986—1992 — Теодор-Богдан Цюцюра
- 1992—1993 — Петро Ґой
- 1993—1995 — Роман Дражньовський
- 1995—1998 — Мирослав Лабунька
- 1998—2003 — Леонід Рудницький
- 2004—2007 — Альберт Кіпа
- 2008—2011 — Іван Мигул
- 2012—2015 — Ярослава Мельник
- 2016—2024 — Марія Пришляк
- з 2024 — Лариса Дідковська

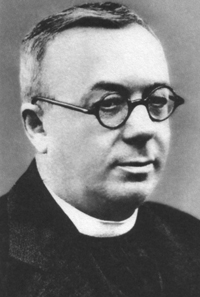
Августин Волошин
Вадим Щербаківський
Іван Мірчук
Олександр Кульчицький
Юрій Бойко-Блохін
Роман Дражньовський
Мирослав Лабунька

## Визначні професори
- Географи: Степан Рудницький[11], Володимир Кубійович[25].
- Економісти: Степан Рудницький, Володимир Тимошенко, Олександр Мицюк[40], Євген Гловінський.
- Етнографи: Зенон Кузеля, Віктор Петров.
- Історики: Дмитро Дорошенко[10], Олександр Оглоблин[29], Наталія Полонська-Василенко[30], Дмитро Антонович[6], Іван Борковський[41], Станіслав Дністрянський[9], Володимир Кубійович, Олександр Мицюк, Симон Наріжний[42], Олександр Шульгин[43], Вадим Щербаківський[44], Андрій Яковлів[45].
- Історики мистецтва і музикознавці: Дмитро Антонович, Володимир Залозецький, Дмитро Левитський.
- Історики церкви: Василь Біднов[46], Микола Чубатий, Олександр Лотоцький[47], отець Петро Вергун.
- Фізіологи і медики: Іван Горбачевський[8], Борис Матюшенко[48].
- Філологи: Степан Смаль-Стоцький[13], Олександр Колесса[2], Юрій Шевельов[37], Ярослав Рудницький[31], Олекса Горбач, Володимир Державин, Міхаель Мозер, Тамара Гундорова, Дмитро Чижевський[49], Леонід Білецький[7], Агенор Артимович, Іван Огієнко[50], Василь Сімович[51], Іван Панькевич[52].
- Філософи: Іван Мірчук[21], Дмитро Чижевський[49], Олександр Кульчицький[27], Володимир Янів[38], Августин Волошин[53], Олег Фешовець.
- Юристи: Станіслав Дністрянський, Отто Ейхельман[54], Ростислав Лащенко[55], Володимир Старосольський[12], Андрій Яковлів, Лев Окіншевич, Василь Панейко, Сергій Шелухін[14], Богдан Футей, Лев Ребет, Кость Лоський[56], Олександр Лотоцький.

## Відомі випускники
- Емма Андієвська — художниця та поетка
- Ольгерд-Іполит Бочковський — видатний соціолог, політолог і етнолог. Габілітований доктор УВУ.
- Вікул Оксана Миколаївна — балерина.
- Ґеркен-Русова Наталія — художниця, громадська діячка.
- Горбач Олекса — мовознавець-славіст, доктор філософії, професор Франкфуртського (Франкфурт-на-Майні), Українського вільного та Українського католицького університету в Римі.
- Квіт Сергій Миронович — президент Києво-Могилянської академії (2007—2014), міністр освіти і науки України в уряді Арсенія Яценюка (2014—2016).
- Кіт Ярослав — історик, доктор філософії, керівник проєктів та програм Інституту релігії та суспільства Українського католицького університету, кандидат історичних наук, експерт міжнародної аналітичної групи Фонду «Amicus Europae» Александра Кваснєвського (2012—2017). Засновник інтернет-видання «Українська освіта»[57].
- Монолатій Іван Сергійович — історик, доктор філософії, доктор політичних наук, професор Прикарпатського національного університету ім. Василя Стефаника, дійсний член Наукового товариства імені Шевченка.
- Набитович Ігор — літературознавець, доктор філософії УВУ, доктор філологічних наук, професор Університету імені Марії Склодовської-Кюрі у Любліні, Польща.
- поет Олег Ольжич,
- Ребет Лев — юрист, доктор права, громадський діяч, публіцист, один із провідників ОУН.
- Срібняк Ігор Володимирович — історик, доктор філософії, доктор історичних наук, професор, завідувач кафедри всесвітньої історії Київського університету імені Бориса Грінченка[58].
- Степовик Дмитро Власович — доктор філософії, доктор мистецтвознавства, доктор богословських наук, професор Академії наук вищої школи України, професор кафедри церковної історії Київської православної богословської академії[59].
- Хаб'юк Олексій — економіст-медійник, габілітований доктор суспільно-економічних наук, професор у сфері менеджменту маскомунікацій та мультимедіа (з 2013 р.), проректор з навчальної частини (з 2020 р.) Університету прикладних наук Дюссельдорфа[60].
- Хороб Степан — літературознавець, доктор габілітований УВУ, доктор філологічних наук, професор, директор Інституту філології Прикарпатського національного університету імені Василя Стефаника.
- Шевельов Юрій Володимирович — філолог, публіцист, доктор філософії, професор Гарвардського і Колумбійського університетів, іноземний член НАН України (1991), президент УВАН (1959—1961, 1981—1986).

## Вшанування
На честь 100-річчя університету Національний банк України випустив пам'ятну медаль з нейзильберу «100 років Українському вільному університету» тиражем 10 тис. штук.

### Публікації у ЗМІ
- Лубківський Роман, Погрібний Анатолій. Український Вільний Університет. Чи потрібен він Україні? Однозначно: так! // Урядовий кур'єр. — 2006. — 4 листопада.
- У Мюнхені продали Український Вільний Університет? :  [укр.] : [арх. 27.02.2014] // Радіо Свобода : вебсайт. — 2008. — 26 серпня. — Дата звернення: 6 квітня 2021 року.
- ' Український Вільний Університет продовжить роботу за кордоном :  [укр.] : [арх. 18.01.2009] // tsn.ua : вебсайт. — ТСН, 2008. — 9 грудня. — Дата звернення: 18 січня 2009 року.
- Український університет у центрі Європи :  [укр.] : [арх. 23.10.2020] / Христина Бондарєва // День : газета. — 2013. — 27 серпня. — Дата звернення: 8 квітня 2021 року.
- Українському Вільному Університетові — 90 років :  [укр.] : [арх. 06.04.2021] / Мигул І. // Радіо Свобода : вебсайт. — 2011. — 29 січня. — Дата звернення: 6 квітня 2021 року.
- Школа свободи: Український вільний університет створив умови для наукового життя українців в еміграції :  [укр.] : [арх. 01.12.2016] / Олена Бетлій // Український тиждень : часопис. — 2011. — 10 лютого. — Дата звернення: 8 квітня 2021 року.
- Український Вільний Університет: науковий міст між світом діяспори і сучасною Україною :  [укр.] : [арх. 31.05.2017] / Марічка Галабурда-Чигрин // Вікна : вебсайт. — 2012. — 7 грудня. — Дата звернення: 8 квітня 2021 року.
- Український вільний університет: європейський диплом, легендарне минуле :  [укр.] : [арх. 08.04.2021] / Ганна Власюк // Deutsche Welle : вебсайт. — 2014. — 14 січня. — Дата звернення: 8 квітня 2021 року.
- УВУ: забуті свої серед чужих :  [укр.] : [арх. 09.11.2017] / Шовкун Л., Лиховій Д. // Україна молода : газета. — 2012. — 20 грудня. — Дата звернення: 8 квітня 2021 року.
- «Вічний двигун» української ідеї :  [укр.] : [арх. 08.04.2021] / Присяжний М. // День : газета. — 2013. — 9 серпня. — Дата звернення: 8 квітня 2021 року.
- Український Вільний Університет — це європейська інституція, яка формує майбутніх лідерів інтеграції україни в Європу :  [укр.] : [арх. 02.10.2017] / Пришляк М. // Універсум : вебсайт. — 2017. — 13 липня. — Дата звернення: 8 квітня 2021 року.
- Український Вільний Університет: місія і виклики :  [укр.] : [арх. 26.10.2020] // Дзеркало тижня : вебсайт. — 2019. — 26 липня. — Дата звернення: 8 квітня 2021 року.
- Вільний університет у Мюнхені, яким має пишатися Україна :  [укр.] : [арх. 23.04.2020] / Михайло Сорока // Укрінформ : вебсайт. — 2020. — 23 квітня. — Дата звернення: 8 квітня 2021 року.
- Український вільний університет: місія українства протягом 100 років :  [укр.] : [арх. 19.01.2021] / Галина Терещук // Радіо Свобода : вебсайт. — 2021. — 17 січня. — Дата звернення: 8 квітня 2021 року.